# Trichomasthus terebratus
Trichomasthus terebratus är en stekelart som beskrevs av Jensen 1989. Trichomasthus terebratus ingår i släktet Trichomasthus och familjen sköldlussteklar. Inga underarter finns listade i Catalogue of Life.